# Karen E. Nelson
Karen Elizabeth Nelson, (Jamaica, 1950) mais conhecida como Karen E. Nelson, é uma microbiologista norte-americana especializada em pesquisa do microbioma humano, que foi presidente do Instituto J. Craig Venter (JCVI). Em 6 de julho de 2021, ela se juntou à Thermo Fisher Scientific como Diretora Científica.

## Educação
Nelson estudou graduação na Universidade das Índias Ocidentais e obteve um doutorado pela Universidade Cornell.

## Carreira e pesquisa
Nelson é uma especialista proeminente em genômica microbiana e metagenômica, com aplicações na saúde humana. Ela é conhecida por sua pesquisa sobre Thermotoga maritima no Instituto de Pesquisa Genética (TIGR), que resultou na publicação do genoma dessa bactéria e que demonstrou a existência de transferência horizontal de genes. Nelson também é conhecida por seu trabalho em pesquisa sobre o microbioma humano e sua pesquisa atual se concentra nas interações entre o microbioma humano e várias doenças. Sua vasta experiência envolve áreas de ecologia microbiana, genômica microbiana, fisiologia microbiana e metagenômica, o que levou sua equipe a publicar o primeiro estudo sobre o microbioma humano em 2006.
Nelson foi nomeada presidente da JCVI em 2012, após servir como diretora do campus de Rockville desde 2010. Antes de ser nomeada presidente, ela ocupou vários outros cargos no Instituto, incluindo o de Diretora do Campus Rockville do JCVI e Diretora de Microbiologia Humana e Metagenômica no Departamento de Medicina Genômica Humana do JCVI.
Ela é autora ou coautora de mais de 200 publicações revisadas por pares, editou três livros e atualmente é editora-chefe do periódico Microbial Ecology e do recém-anunciado PNAS Nexus. A Scientific American nomeou Nelson como uma das "luzes principais" da biotecnologia na sua edição de 2015 "The Worldview 100".

## Placas e painéis
- Editora-chefe, PNAS Nexus[14]
- Editora-chefe, Ecologia Microbiana[12]
- Editora-chefe, Advances in Microbial Ecology[12]
- Membra do Conselho Editorial, BMC Genomics[12]
- Membra do Conselho Editorial, Giga Science[12]
- Membra do Conselho Editorial, Central European Journal of Biology[12]
- Membra do Conselho de Ciências da Vida, Academia Nacional de Ciências[1]
- Membra, Comitê Permanente de Apoio aos Programas do DoD para Combater Ameaças Biológicas, Conselho Nacional de Investigação[12]

## Honrarias e prêmios
- Helmholtz International Fellow Award[15]
- Membra da Sociedade Americana de Microbiologia[12]
- ARCS Scientist of the Year (2017)[16]
- Membra eleita da Academia Nacional de Ciências (2017)[17]